# Apogonia dalatensis
Apogonia dalatensis är en skalbaggsart som beskrevs av Frey 1971. Apogonia dalatensis ingår i släktet Apogonia och familjen Melolonthidae. Inga underarter finns listade i Catalogue of Life.